# To Wong Foo, Thanks for Everything! Julie Newmar
To Wong Foo, Thanks for Everything! Julie Newmar (conocida como A Wong Foo, gracias por todo, Julie Newmar en España o ¿Reinas o reyes? en Hispanoamérica) es una película estadounidense dirigida por Beeban Kidron que se estrenó el 8 de septiembre de 1995. Está protagonizada por Patrick Swayze, Wesley Snipes y John Leguizamo. Se trata de una comedia sobre un viaje de tres drag queens de Nueva York a Hollywood. Esta es la adaptación estadounidense de la popular película australiana Priscilla, Queen of Desert.
El título original de la película corresponde a la dedicatoria de una foto que llevan consigo las protagonistas durante todo su viaje, tras robarla en un restaurante.

## Argumento
Vida Boheme y Noxeema Jackson ganan el concurso a la mejor drag queen de Nueva York. Tras la gala se encuentran a la joven hispana (que también era drag queen) de nombre Chi-Chi Rodriguez llorando por haber perdido el concurso, esto enternece a Vida que convence a Noxeema para llevarse a Chi-Chi con ellas a la final del concurso nacional de drag queens de América que se celebra en Hollywood. Por ello tienen que cambiar los pasajes de avión que han ganado por un medio de transporte más barato para las tres, un viejo cadillac descapotable.
Durante el trayecto se proponen refinar y enseñar estilo a Chi-chi para que se convierta en una auténtica Drag Queen y deje de ser un simple chico con faldas, para ello le dicen que tendrá que cumplir los cuatro pasos que se inventarán por el camino. Poco después de comenzar el viaje en coche pasan por la pequeña ciudad natal de Vida y así descubren como su familia le rechaza por su forma de vida.
Cuando están en medio del oeste les para un sheriff homófobo llamado Sheriff Dollard que intenta abusar de Vida, creyendo que es una mujer (genitalmente). Ésta se defiende, y al empujarlo éste se golpea y queda inconsciente, aunque las tres piensan que ha muerto y huyen. Poco después el coche se avería y tienen que recurrir a la ayuda del atractivo joven, Bobby Ray, que les lleva hasta el pequeño pueblo de Snydersville. Allí Virgil el mecánico les comunica que necesita una pieza de fuera para la reparación y que tienen que quedarse todo el fin de semana, por lo que se alojan en la pensión que regenta su esposa Carol Ann. Pese a la reticencia inicial pronto se integran en el pueblo y hacen amistad con las mujeres locales, les ayudan a organizar la fiesta de la fresa y libran a Carol Ann de su marido maltratador. Además ayudan a la joven Bobbie Lee a conseguir al chico de sus sueños, Bobby Ray, aunque Chi-Chi también se encapricha de él.
Mientras tanto el sheriff Dollard está obsesionado con encontrar a las tres drags y dejar de ser el hazmerreír de la policía por dejarse noquear por un travestido. Pero cuando da con ellos el pueblo se une para impedir que los arreste. Tras esto y ya con el coche reparado siguen su viaje. En Hollywood finalmente Chi-Chi consigue proclamarse la ganadora del concurso a la mejor drag queen de América y recibe su premio de manos de Julie Newmar.

## Reparto
- Patrick Swayze: Vida Boheme
- Wesley Snipes: Noxeema Jackson
- John Leguizamo: Chi-Chi Rodríguez
- Stockard Channing: Carol Ann
- Blythe Danner: Beatrice
- Arliss Howard: Virgil
- Jason London: Bobby Ray
- Jennifer Milmore: Bobbie Lee
- Chris Penn: Sheriff Dollard
- Melinda Dillon: Merna
- Beth Grant: Loretta
- Alice Drummond: Clara
- Marceline Hugot: Katina
- Jamie Harrold: Billy Budd
- Mike Hoger: Jimmy Joe
- Michael Vartan: Tommy
- Robin Williams: John Jacob Jingleheimer Schmidt
- RuPaul: Rachel Tensions

### Cameos
- Naomi Campbell: chica del restaurante
- Joseph Arias: Joey Arias
- Lady Bunny: participante del concurso
- Miss Understood: ella misma
- Candis Cayne: ella misma
- Miss Coco Peru: ella misma
- Quentin Crisp: juez del concurso de NY
- Flotilla DeBarge: juez del concurso de NY
- Julie Newmar: ella misma

## Banda sonora
1. "I Am the Body Beautiful" - Salt-N-Pepa
2. "Free Yourself - Chaka Khan
3. "Turn It Out" - Labelle
4. "Who Taught You How" - Crystal Waters
5. "She's a Lady" - Tom Jones
6. "Brick House" - The Commodores
7. "Nobody's Home" - Monifah
8. "Do What You Wanna Do" - Charisse Arrington
9. "Girls Just Want to Have Fun (Hey Now)" - Cyndi Lauper
10. "Over the Rainbow" - Patti LaBelle
11. "To Wong Foo" Suite - Rachel Portman
12. "Gotta move" -  Barbra Streisand